# Antanas Mockus
Aurelijus Rutenis Antanas Mockus Šivickas znany także jako Antanas Mockus (ur. 25 marca 1952 w Bogocie) – kolumbijski matematyk, filozof i polityk litewskiego pochodzenia. Były rektor Narodowego Uniwersytetu Kolumbii, burmistrz Bogoty w latach 1995–1997 oraz 2001-2003. Kandydat w wyborach prezydenckich w 2010.

## Życiorys
Antanas Mockus urodził się w Bogocie w 1952 jako syn litewskich emigrantów. W 1969 został absolwentem Liceo Francés Louis Pasteur w Bogocie. Następnie ukończył matematykę na Université de Bourgogne w Dijon we Francji oraz filozofię na Narodowym Uniwersytecie Kolumbii. W późniejszym czasie uzyskał tytuł doctora honoris causa od Université de Paris XIII oraz Narodowego Uniwersytetu Kolumbii.
W 1990 objął stanowisko rektora Narodowego Uniwersytetu Kolumbii. W 1993 zrezygnował z funkcji, niedługo po tym jak w trakcie wykładu, by zyskać uwagę na sali, publicznie zdjął spodnie przed studentami. Od tego czasu zasłynął w kraju ekscentrycznymi i nietypowymi działaniami i pomysłami.
W 1994 wziął udział wyborach na burmistrza Bogoty, odniósł w nich zwycięstwo i 1 stycznia 1995 został pierwszym niezależnym włodarzem miasta. W trakcie swojej kadencji podejmował szereg nieszablonowych działań, m.in. wystąpił pod prysznicem w prywatnej telewizji, by przekonać mieszkańców do oszczędzania wody czy zatrudnił mimów do wyszydzania osób łamiących przepisy ruchu drogowego. W 1997 zrezygnował z urzędu, by bez powodzenia wziąć udział w wyborach prezydenckich w 1998.
W 2000 po raz drugi ubiegał się o stanowisko burmistrza Bogoty. Odniósł sukces również i tym razem i 1 stycznia 2001 objął urząd. W 2003 zrezygnował ponownie ze stanowiska. Wziął roczny urlop naukowy, w czasie którego podróżował i udzielał wykładów w różnych częściach świata. Wykładał na kilku uczelniach, w tym w semestrze 2004/2005 na Harvard University. W 2004 litewski dziennik Draugas przyznał mu tytuł „Litwina Roku”.
W grudniu 2005 ogłosił zamiar startu w wyborach prezydenckich w 2006 jako kandydat Movimiento Alianza Social Indígena (ASI). W wyborach w maju 2006 zajął czwarte miejsce z wynikiem 1,24% głosów.
W sierpniu 2009, razem z dwoma innymi byłymi burmistrzami Bogoty, założył nową partię polityczną – Partię Zieloną (Partido Verde). 14 marca 2010 w partyjnych prawyborach został wybrany jej kandydatem w wyborach prezydenckich 30 maja 2010. 4 kwietnia 2010 zawarł porozumienie z byłym burmistrzem Medellín Sergio Fajardo, który udzielił mu poparcia, zostając w zamian u jego boku kandydatem na stanowisko wiceprezydenta. W trakcie kampanii wyborczej, 9 kwietnia 2010, poinformował o zdiagnozowaniu u niego choroby Parkinsona, nie wycofując się przy tym ze startu. Pod koniec kwietnia 2010 pozostawał jednym z liderów przedwyborczych sondaży. Sondaże prezydenckie z maja 2010 wskazywały na podobny poziom poparcia Mockusa i jego głównego rywala Juana Manuela Santosa z rządzącej Partii U. W czasie kampanii wyborczej Mockus podkreślał konieczność zmiany stylu uprawiania polityki. Zwracał szczególną uwagę na sprawy edukacji. Największe poparcie zyskał wśród elektoratu miejskiego i osób młodszych. Symbolem jego kampanii był słonecznik na zielonym tle. Przeciwnicy zarzucali mu brak doświadczenia i nieprzygotowanie do prowadzenia zdecydowanej polityki wobec organizacji paramilitarnych i przestępczych.

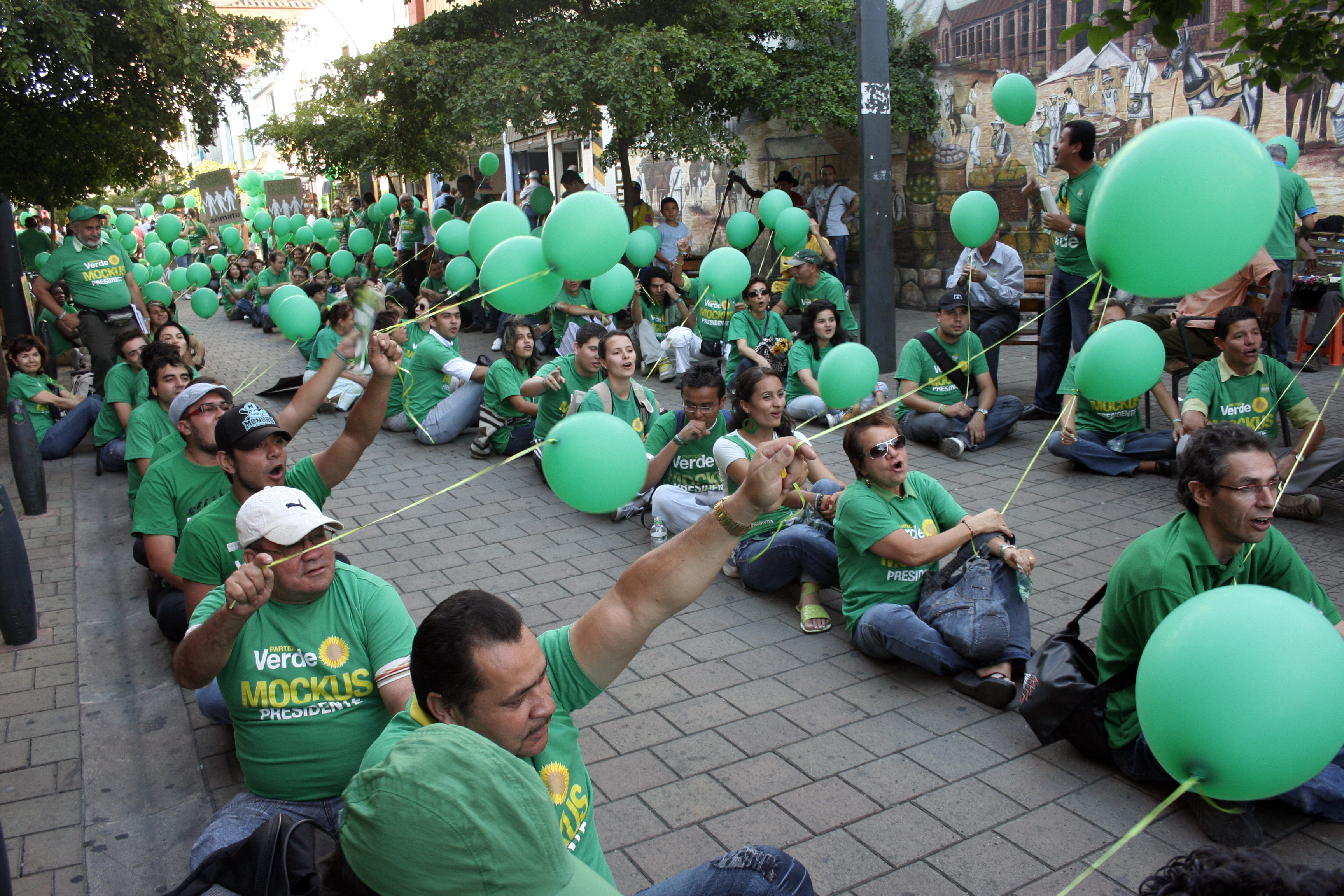
Zwolennicy Mockusa w czasie kampanii wyborczej w 2010

W I turze wyborów prezydenckich 30 maja 2010 zajął drugie miejsce, zdobywając 21,5% głosów poparcia. Przegrał znaczną różnicą głosów z Santosem, który uzyskał poparcie na poziomie 46,7%. W drugiej turze głosowania 20 czerwca 2010 zdobył 27,52% głosów poparcia, wyraźnie przegrywając z Santosem (69,05%). Uznał swoją porażkę i pogratulował zwycięstwa rywalowi.